# Thai Airways International
Thai Airways International Public Company Limited (тай. การบินไทย, укр. Тайські авіалінії), що діє як Thai Airways International — національний авіаперевізник Таїланду.
Основний аеропорт авіакомпанії — Суварнабхумі. Thai Airways International є одним із засновників альянсу Star Alliance. Серед інших авіакомпанія виконує одні з найдовших безпосадкових пасажирських авіарейсів, зокрема Бангкок — Лос-Анджелес.
Компанія котирується на Фондовій біржі Таіланду : SET: THAI

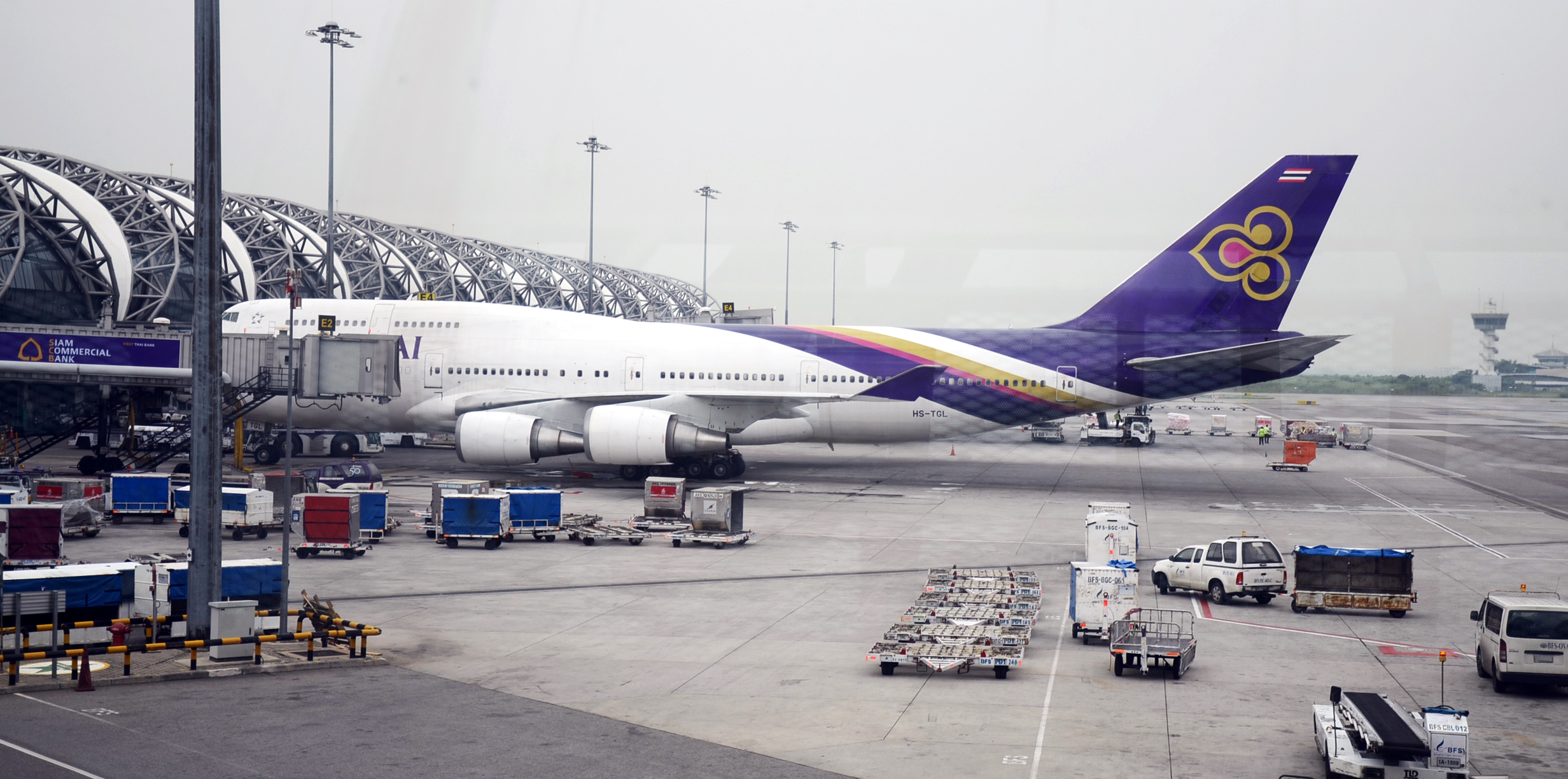
Boeing 747–400 в Суварнабхумі, Бангкок, 2013

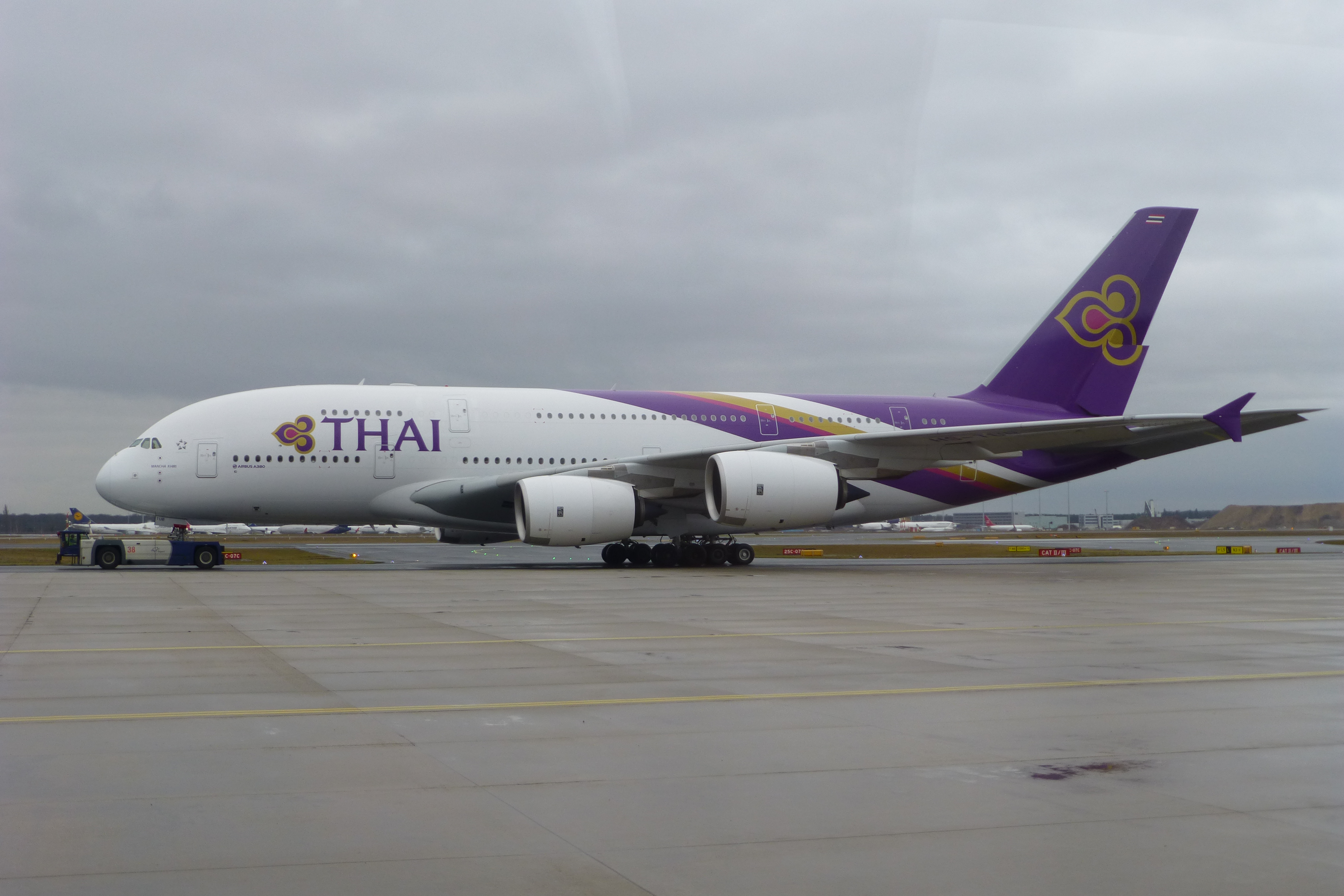
Airbus A380 у Франкфурті 2013 року.

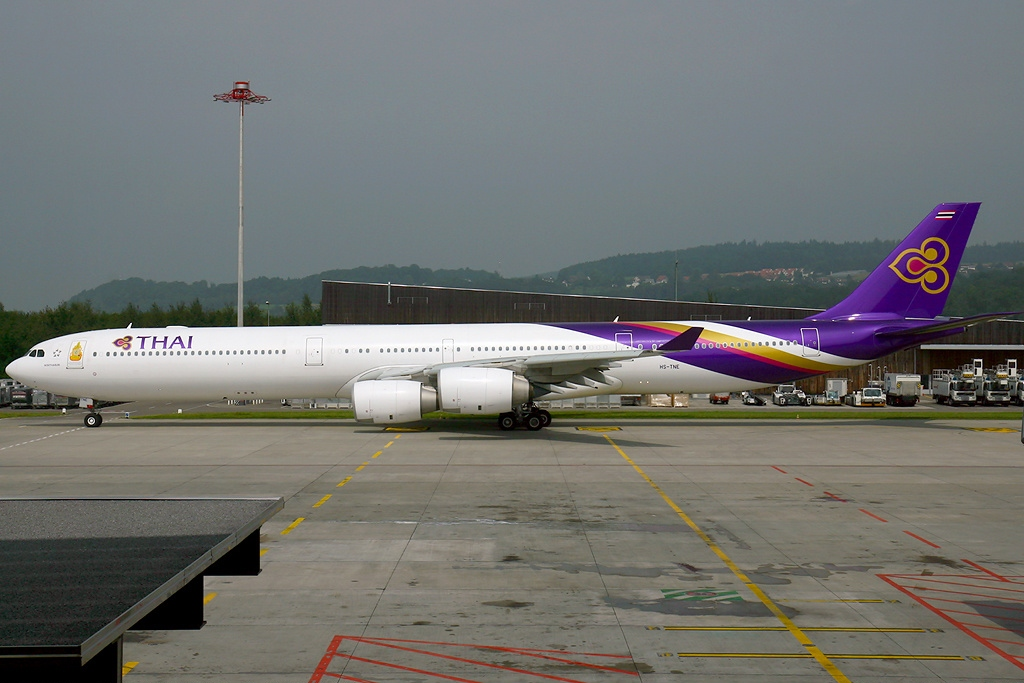
Airbus A340-642

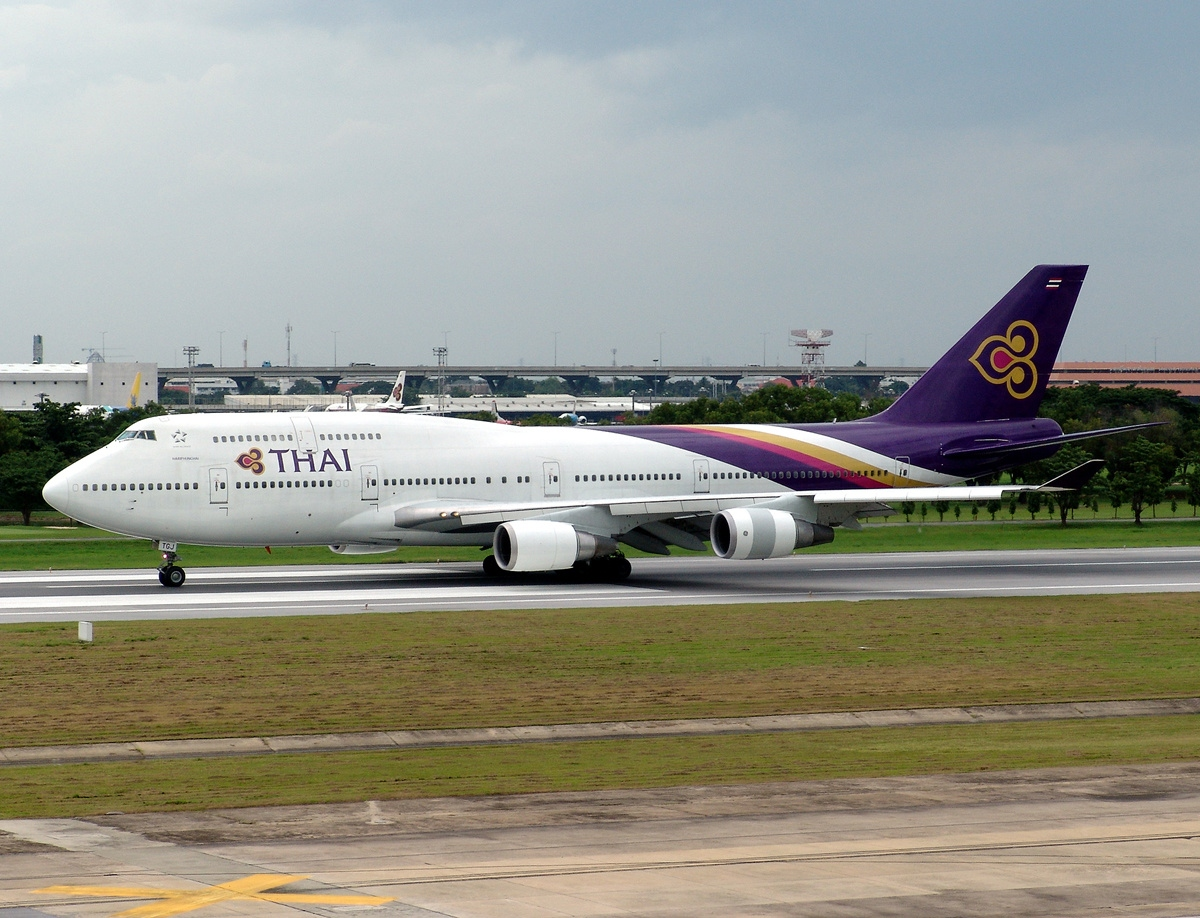
Boeing 747-4D7

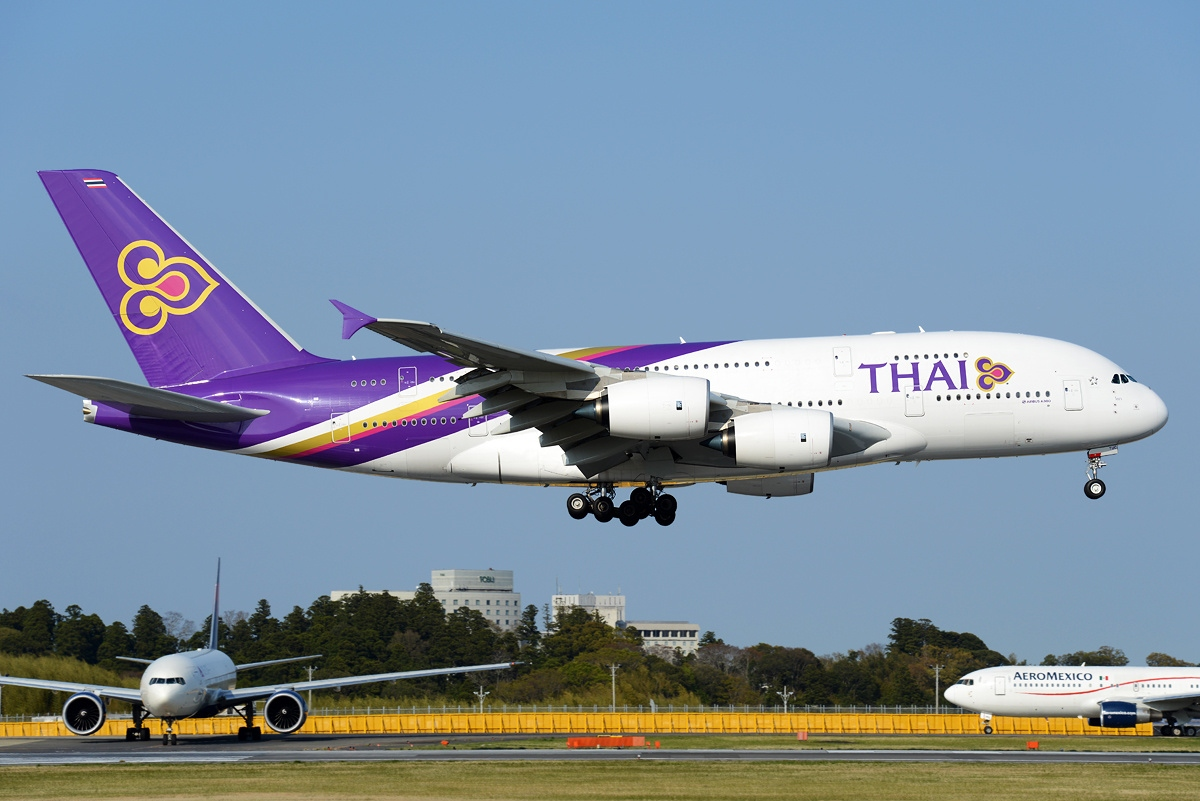
Airbus A380-841

.

## Історія
Компанія «Thai Airways International» утворена 1960 року як спільне підприємство, створене за безпосередньої участі відомої авіакомпанії «SAS». До 1977 року компанія «SAS» володіла 30% акцій «Thai Airways International». 1977 року частину акцій (15%), що належали «SAS», було викуплено урядом Таїланду. 1988 року, у рамках стратегічної програми зі збільшення свого технічного парку та географії польотів авіакомпанія «Thai» здійснила своє злиття з найбільшим внутрішнім авіаперевізником Таїланду — «Thai Airways Company». Авіакомпанія «Thai» свого часу виступила одним з ініціаторів створення найбільшого альянсу світових авіаперевізників — «Star Alliance».

## Флот
На березень 2014 року флот авіакомпанії складався з таких літаків:

## Великі авіакатастрофи

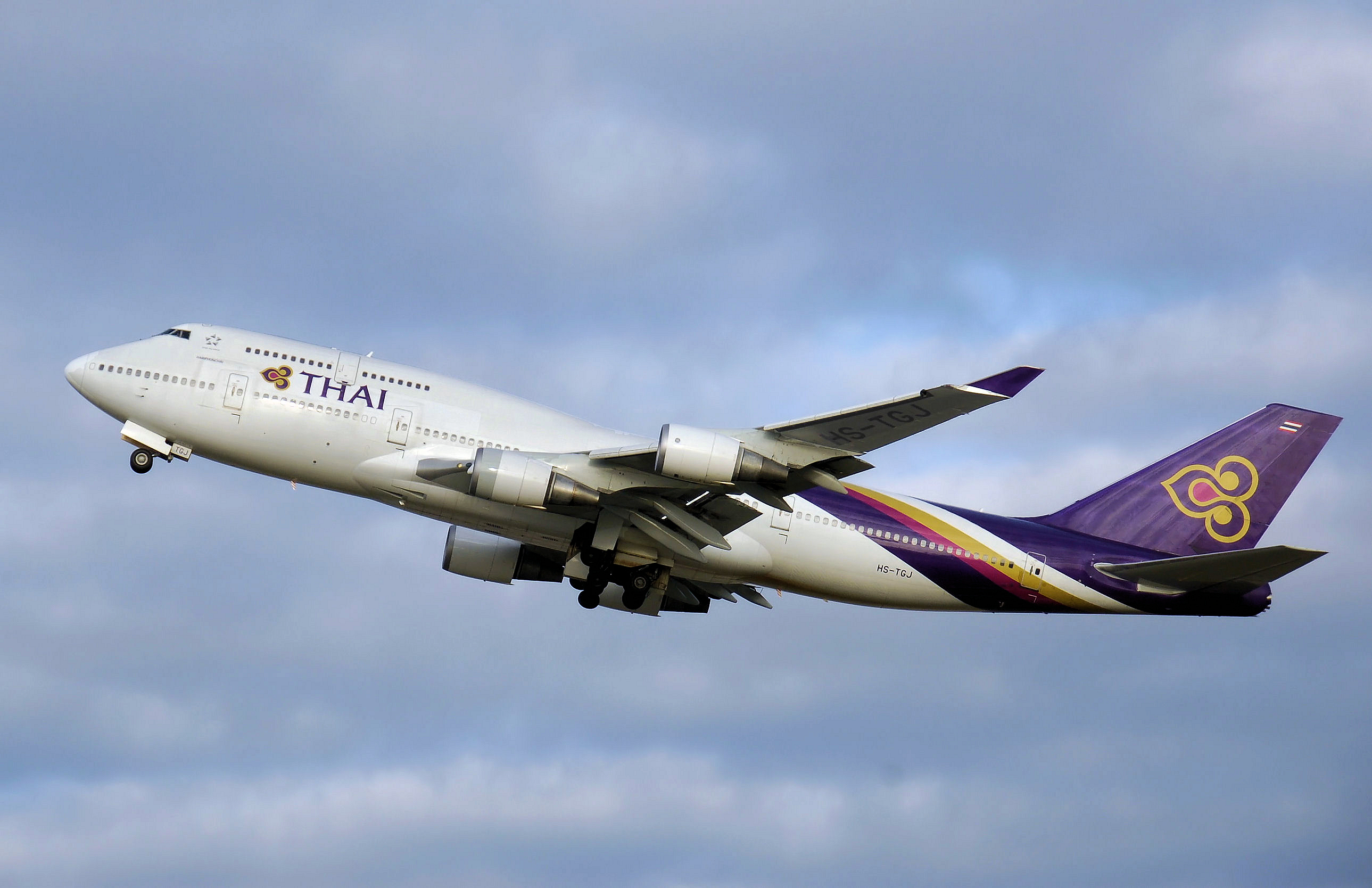
Boeing 747-400 в кольорах авіакомпанії

- 31 липня 1992 зазнав катастрофу А310-304 рейсу 311. Літак врізався в гору при заході на посадку за 23 милі на північ від Катманду. Загинули всі, хто знаходився на борту (113 осіб). Причинами були як технічні несправності, так і помилка пілота.
- 11 грудня 1998 зазнав катастрофу А310-200 рейсу 261. Літак упав на рисове поле, виконуючи третій захід на посадку в аеропорт міста Сураттхані під час сильної зливи. Загинуло 102 особи з 143, що перебували на борту.